# Roland Alberg
Roland Romario Alberg (* 6. srpna 1990, Hoorn, Nizozemsko) je nizozemský fotbalový záložník se surinamskými kořeny, hráč klubu ADO Den Haag.
Jeho starším bratrem je fotbalista Ibad Muhamadu, oblíbeným hráčem mimo bratra je Portugalec Cristiano Ronaldo.

## Reprezentační kariéra
Roland Alberg byl členem nizozemského reprezentačního týmu do 20 let.